# Incala camarunica
Incala camarunica är en skalbaggsart som beskrevs av Aurivillius 1886. Incala camarunica ingår i släktet Incala och familjen Cetoniidae. Inga underarter finns listade i Catalogue of Life.